# (500172) 2012 FP34
(500172) 2012 FP34 es un asteroide perteneciente al cinturón de asteroides, descubierto el 11 de abril de 2005 por el equipo del Mount Lemmon Survey desde el Observatorio del Monte Lemmon, Arizona, Estados Unidos.

## Designación y nombre
Designado provisionalmente como 2012 FP34.

## Características orbitales
2012 FP34 está situado a una distancia media del Sol de 2,366 ua, pudiendo alejarse hasta 2,420 ua y acercarse hasta 2,311 ua. Su excentricidad es 0,023 y la inclinación orbital 6,486 grados. Emplea 1329,39 días en completar una órbita alrededor del Sol.

## Características físicas
La magnitud absoluta de 2012 FP34 es 17,8.